# Commission électorale centrale d'Ukraine
Pour les articles homonymes, voir Commission électorale centrale.
La Commission électorale centrale d’Ukraine (en ukrainien : Центральна виборча комісія України, abrégé en CvkU) est la commission électorale d’Ukraine depuis 1997.

## Historique
La Commission électorale centrale est mise en place en 1997.

## Membres
En 2018, Tetiana Slipatchouk en est élue présidente,.